# Каллаш, Фридрих Фёдорович
Фридрих Фёдорович Каллаш (?―1845) ― врач, акушер, доктор медицины.

## Биография
Католического вероисповедания. Казённокоштный студент Медицинского факультета Московского университета (1817―1822), который окончил докторантом. Утверждён доктором медицины и акушерства 9 марта 1822 года. Диссертация «De nutritione in statu sano et morboso».  Направлен служить уездным врачом в город Сураж Черниговской губернии на 5 лет. Переведён в Новозыбковский уезд Черниговской губернии(1824). Назначен акушером черниговской врачебной управы (1827). Временно командирован в Яссы Дунайского княжества (1831). Уволен в 1834 году, а в 1843 году вновь принят на ту же должность. Умер 12 августа 1845 года в Чернигове.